# Nyborg Slot
|  | For museet på slottet se Nyborg Slot (museum). |
Nyborg Slot er et dansk kulturmindesmærke beliggende i Nyborg by. Slottet dateres til før år 1200 og kom hurtigt i kongens eje. Slottet er således Danmarks ældste, bevarede kongebolig og spillede en vigtig rolle i middelalderen og renæssancen. Nyborg Slot fik en central rolle i Danmarkshistorien som det lovfæstede årlige mødested for middelalderens danske parlament, Danehofet. Slotsanlægget afspejler skiftende tider med mode- og funktionsbetingede ændringer og udvidelser indtil 1800-tallet.
Siden grundlovens vedtagelse i 1849 har slottet været i statens eje. I dag er bygningen indrettet til museet Nyborg Slot, som er en del af Østfyns Museer. I øjeblikket (2019) er et større projekt i gang. Den bevarede kongefløj og den bevarede del af vagttåret restaureres, og der etableres en ny nordfløj, der kan skabe tilgængelighed til slottet og plads til udstillinger. Slottets vagttårn forhøjes, så man atter kan få et blik til Storebælt fra toppen og dermed forstå, hvorfor Nyborg Slot blev bygget, hvor det gjorde.

## Historie
Nyborg Slot blev opført omkring år 1170 af Knud Prislavsen, der var Valdemar den Stores (1157-1182) nevø. Allerede i 1193 var slottet dog kommet under kongens eje.

### Under højmiddelalderen
Knud 6. (1182-1202) iværksatte et omfattende byggeri, der blev færdiggjort under Valdemar Sejr (1202-1241). Knap 10 meter høje ringmure med udspringende flankeringstårne langs de lange mure og et stort fæstningstårn udgjorde sammen med to store stenhuse et imponerende og moderne borganlæg. Et stort ingeniørprojekt med gravede kanaler, sluser og diger førte vand fra Vindinge Å 5 km fra Nyborg til voldgraven omkring slottet og byen, der voksede op i forbindelse med slottet.
Nyborg Slot blev anlagt strategisk ud til Storebælt, så borgen kunne kontrollere et af det danske riges trafikale knudepunkter: søvejen syd/nord gennem Storebælt, som bl.a. forbandt handelsbyen Lübeck med Danmark og Norge, og landvejen øst/vest, som forbandt Vestdanmark med Østdanmark. Formålet var dels at sikre den indre sikkerhed i riget efter årtier med indbyrdes kampe om magten, dels at sikre riget mod udefrakommende fjender. Samtidig fungerede de store kongelige borge som udgangspunkter for den danske ekspansion i Østersøen, hvor et stort dansk imperium blev grundlagt som følge af en stribe danske korstog i Østersøområdet, først mod de vendiske områder, siden mod Estland.
Nyborg Slot blev mødested for det danske parlament, Danehoffet, i perioden 12-1400-tallet. Selvom det danske parlament også mødtes andre steder, blev det fastslået ved lov, at Nyborg Slot var det faste årlige mødested for Danehoffet. Her blev Danmarks første grundlov, Håndfæstningen 1282, vedtaget i den oprindelige Danehofsal.
På Danehoffet på Nyborg Slot i 1377 fik Margrete 1. (1376-1412) stadfæstet valget af sin bare 6-årige søn Oluf, som konge af Danmark. Dermed blev Norge og Danmark forenet under en regent. Det var det første skridt mod dannelsen af det geografisk set største rige i Europa, Kalmarunionen, med foreningen af de tre nordiske riger, Danmark, Norge og Sverige. En senere præsteindberetning fra 1600-tallet fortæller, at Nyborg Vor Frue Kirke blev bygget af Margrete som tak til Gud for den militære sejr, der gjorde, at hun også kunne indlemme Sverige under sit herredømme (Slaget ved Åsle 1389).

### Residensslot for kongemagten
I 1481 tog Kong Hans og Dronning Christine mere permanent ophold på Nyborg Slot, og det kongelige mausoleum blev oprettet i Gråbrødreklostret i bispebyen Odense. Christian 2. blev født på Nyborg Slot i 1483. I 1525, efter han var blevet afsat som konge af det danske rigsråd, blev Nyborg Slot og by udpeget som residensslot for den nye konge Frederik 1. (1523-1533). Nyborg Slot blev transformeret fra middelalderborg til et mere moderne renæssanceslot med indsættelsen af nye store vinduer og en indre udsmykning med det karakteristiske bossemønster på væggen.
Hans søn, Christian 3. (1536-1559) indførte Reformationen i Danmark efter hårde kampe om magten med udgangspunkt i tronfølgen og trosspørgsmålet under Grevens Fejde (1533-1536). Han udvidede Nyborg Slot med blandt andet anlæggelsen af en ny stor riddersal samt udbyggede og befæstede Nyborg by som et moderne fyrstespejl, hvor kongemagten i det nye protestantiske kongerige skulle iscenesættes. Projektet blev imidlertid ikke færdiggjort, før Christian 3. fattede større interesse for andre kongelige borge, blandt andet Koldinghus, der havde hans dronnings gunst.

### Fra kongebolig til fæstning og garnison
Efter Christian 3. samlede administrationen sig om Danmarks hovedstad, København. Den efterfølgende konge Frederik 2. fokuserede mere på sine ejendomme i Nordsjælland, bl.a. Frederiksborg, og Christian 4. fortsatte med begejstring de kongelige byggeprojekter på Sjælland. Nyborg Slot ombyggedes ikke desto mindre til et fyrsteligt renæssanceanlæg, hvilket kan ses på et kobberstik fra 1650'erne.
Under svenskekrigene blev Nyborg Slot imidlertid så hårdt medtaget, at det efter 1659 måtte opgives som værdigt residensslot for kongen. Det beskadigede slotsanlæg fik i stedet en vigtig funktion som militært knudepunkt i Danmark de næste 250 år.
Militærets fortsatte brug af Nyborg Slot efter svenskekrigene og en udvidelse af fæstningsværkerne efter nyeste italienske mode, er årsagen til, at slottet fortsat står i dag. Under Frederik 3. blev byens befæstning udbygget til et egentligt citadel. Med opførelsen af nye, avancerede bastioner og udvidelsen af Nyborg til en kongelig fæstning, var slottets mure og bygninger ikke længere af samme strategiske vigtighed. Det gamle slot overvandt derfor aldrig beskadigelserne fra svenskekrigene. I de efterfølgende år blev stedet på grund af mangel på teglsten offer for stenhugst. Den høje ringmur, resterne af nordfløjen og bygninger i borggården blev nedbrudt og blandt andet anvendt til at opmure poterner (gennembrudte porte) i de nye, brede jordvolde, der udgjorde den nye fæstning. Tegl fra Nyborg anvendtes under Frederik 4. også ved opførelsen af flere rytterskoler og udvidelsen af det barokke Odense Slot. Slottet nordfløj blev derimod nedbrudt gradvist og forsvandt først endeligt i slutningen af 1800-tallet. Stenene herfra anvendt f.eks. til genopførelsen af flere huse i Nyborg efter de store bybrande i 1790’erne. Kongefløjen og den nederste del at det store vagttårn blev anvendt som oplagringsbygning og krudtmagasin for garnisonen i Nyborg. Siden 1660’erne var Nyborg en fæstningsby og udgjorde sammen med Fredericia og København rygraden i forsvaret af Danmark. Dette kapitel blev gradvist afviklet fra 1870'erne, hvor fæstningesvoldene blev gennembrudt mod syd for at give plads til byudvikling. Den militære forlægning, garnisonen, blev nedlagt i 1913.

### Kulturarv og museum
I slutningen af 1800-tallet havde man igen fået øjnene op for slottets antikvariske kvaliteter. Der blev i 1890'erne gennemført afgravning af borggården med henblik på arkæologiske undersøgelser. Da garnisonen forlod Nyborg i 1913, kom der endelig blik for Nyborg Slots værdi som kulturarvssmonument. Efter indledende undersøgelser ved Nationalmuseet, udført af Mogens Clemmensen, iværksattes omfattende arkæologiske undersøgelser og et omfattende restaureringsarbejde af Kongefløjen. Arbejdet varede 1920-25.
Slottet fungerer i dag som museum under navnet Nyborg Slot og ejes af Slots- og Kulturstyrelsen under Kulturministeriet.
Museet er en del af Østfyns Museer.
Den 1. september 2016 blev det offentliggjort, at hendes Majestæt Dronning Margrethe havde påtaget sig hvervet som protektor for Nyborg Slot – Middelalderens Christiansborg.

## Arkæologi
Fra 2009 til 2018 har der været udført omfattende arkæologiske undersøgelser på Slotsholmen. Det er de første større moderne videnskabelige undersøgelser og udgravninger siden begyndelsen af det 20. århundrede.
I 2012 fandt man de hidtil ældste arkæologiske og naturvidenskabeligt daterede vidnesbyrd fra slottet. En egetræspæl fra sikringen af brinken har dateret færdiggørelsen af voldgravssystemet og det ældste borgbyggeri til 1209/10. Samtidig er det blevet fastslået, at borgen med ringmuren som udgangspunkt blev anlagt som et sammenhængende anlæg allerede i udgangspunktet. En helt ny nordfløj allerede i anlægstiden er også blevet konstateret.
I sommeren 2016 blev det offentliggjort, at man havde fundet rester af en hidtil ukendt bygning på slotspladsen. I dag vurderer man, at bygningen var et midlertidigt køkken, opført som følge af en brand i borgens nordøstlige hjørne i 1300-tallet. Det er blevet dokumenteret, at det store vagttårn, hvoraf den nederste del er bevaret, stammer fra Erik Menveds tid.
En stor ukendt kloak fra første halvedel af 1500-tallet er ligeledes blevet opdaget. Den er både større og lidt ældre end den kloak, der blev konstateret i 2017 under nutidens Christiansborg, der var årets historiske fund i 2017.

## Natur
På nogle af voldene omkring slottet lever den sjældne edderkop Nordlig Fugleedderkop (Atypus affinis).

## Slotsprojektet

### Baggrund
Nyborg Slot vidner om en vigtig, men ofte overset periode i danmarkshistorien. Målet er derfor, at slotsprojektet i en nutidig kontekst skal kunne formidle, hvordan byen og kongeborgen har spillet sammen fra middelalderen og frem til i dag endnu bedre. Samtidig vil projektet give helt nye og bedre muligheder for at formidle Nyborg Slot, Slotsholmen og hele slotskvarteret som ét stort sammenhængende område. Fra Slots- og Kulturstyrelsens hjemmeside om projektet .

### Proces
I foråret 2011 vedtager Nyborg Byråd visionsoplægget fra Østfyns Museer: "Nyborg som verdenskulturarv". I 2012-15 udvikles Slotsprojektet i samarbejde med Slots- og Kulturstyrelsen, Realdania og A.P. Møllerfonden.
Det færdige projekt er berammet til 2023.

#### Projektparter og finansiering
Parterne bag projektet har fra starten været Styrelsen for Slotte og Kulturejendomme og Nyborg Kommune, der ejer de berørte områder, henholdsvis Slotsholmen og Torvet (turneringspladsen), samt Østfyns Museer, der har leveret den nødvendige omfattende historiske og arkæologiske forskningsindsats bag projektet.
På et pressemøde i august 2013 blev det offentliggjort, at A.P. Møller-fonden og Realdania havde bevilget 10 mio. kroner til et omfattende forprojekt, hvorved man ved inddragelse af myndigheder og ekspertise på de forskellige fredningsmæssige, arkitektoniske, by- og trafikplanmæssige samt teknisk-økonomiske områder kunne kvalitetssikre projektet og forberede en international arkitektkonkurrence.
Som et resultat af dette forarbejde, kunne parterne bag projektet på et fælles pressemøde i marts 2015 præsentere de overordnede rammer for arkitektkonkurrencen og udskrive en international prækvalifikation hertil. Det blev samtidig offentliggjort, at de to fonde samt stat og kommune tilsammen ville bidrage med 280 mio. kroner til projektet

#### Arkæologiske forundersøgelser
I perioden 2010-14 blev der gennemført en række arkæologiske forundersøgelser på slotsholmen og på torvet i Nyborg.

#### Arkitektkonkurrence
I 2015 blev der udskrevet en international arkitektkonkurrence om Fornyelse af Nyborg Slot og omgivelser som et nyt samlet kulturarvsområde med styrket forståelse af Slotsholmens historiske borgstruktur, bedre sammenhæng mellem slot og by samt nye formidlings- og udstillingsmuligheder. Centralt i arkitektkonkurrencen stod hensynet til den fortsatte intakte bevaring af de fredede bygninger og arkæologiske levn.
Der indkom i alt ansøgninger om prækvalifikation fra 34 internationale teams, hvoraf der blev udpeget 6 til den endelige konkurrence.
Vinderprojektet blev udvalgt i marts 2016. I dommerbetænkningen hedder det herom, at Det mest afgørende ved projektet er, at det skaber en overbevisende og stedsspecifik arkitektonisk stemning og atmosfære, der både tilgodeser den bygningsmæssige historiefortælling og dens funktionalitet (--). Det er vigtigt, at man får fortalt den rigtige historie om Nyborg Slot, som i sin storhedstid dannede rammerne for Danehoffet, hvor Danmarks første forfatning blev skrevet, hvor fæstningsanlægget er af international høj klasse, og hvor slottet lå infrastrukturelt centralt i Danmark.
Fra 2016-2019 er vinderforslaget blevet detaljeret og forfinet i sit samspil med stedet og de bevarede middelalderlige bygningsdele, ligesom der er foretaget en kortlægning af de arkæologiske levn for at sikre, at en skånsom pælefundering kunne effektueres uden skader på fortidsmindet.

#### Myndighedsbehandling
I februar 2017 blev vinderprojektet principgodkendt af Det særlige Bygningssyn.
I april 2018 vedtog et enigt byråd i Nyborg Kommune lokalplanen for det omfattende projekt.
I juni 2019 gav Center for Kulturarv, Fortidsminder, dispensation til de ansøgte ændringer på fortidsmindet, og samtidig gav Center for Kulturarv, Fredede Bygninger, tilladelse til opførelse af nybyggeri ved Nyborg Slot.

#### Restaurering
I efteråret 2017 påbegyndtes det hårdt tiltrængte restaureringsarbejde på Kongefløjen.

### Etaper
Projektet er inddelt i tre etaper.

#### 1. etape–restaurering
Første fase restaurerer den bevarede kongefløj, som bl.a. på grund af slid, råd og forfald trænger til istandsættelse. Bl.a. restaureres mur- og træværk.

#### 2. etape–nybyggeri
Anden fase skal involvere nybyggeri motiveret af et ønske om at formidle historien om stedet gennem opførelsen af 2000 kvadratmeter moderne byggeri ved den bygningsfredede kongefløj i det fortidsmindefredede anlæg og forhøjelse af det eksisterende bygningsfredede østtårn med 12 meter til i alt 22 meter. Restaureringen og udbygningen ledes af tegnestuen Cubo Arkitekter, der har tegnet den ny udstillingsfløj, som tænkes placeret ovenpå slottets oprindelige, nu nedrevne, nordfløj. Østtårnet forhøjes, så man kan få blik ud over Storebælt, og der opføres en ringmur omkring den nye borggård, delvist ovenpå de oprindelige mure.

#### 3. etape–anlæggelse af torv
Tredje fase skal anlægge en ny plads på rådhustorvet overfor slottet. I maj 2019 begyndte de arkæologiske undersøgelser på Torvet.

### UNESCO-ambitioner
29. juni 2018 blev det offentliggjort, at Nyborg ikke blev optaget på Kulturministeriets danske tentativ-liste over emner, der indstilles til fredning som verdenskulturarv under UNESCO. Byen og slotsprojektet er således ikke pr. juli 2018 som forventet blevet kandidat til UNESCO-verdenskulturarv, men opfordret til at søge tentativ-listen igen.
Slotsprojektet blev lanceret som et led i Nyborg Kommunes ambitioner om at få Nyborg optaget på UNESCOs liste over verdenskulturarv.
Som et led i denne ambition indsendte Nyborg Kommune i december 2017 en ansøgning til Kulturministeren om at komme på den danske liste over emner til UNESCO-fredning, den såkaldte tentativ-liste.
UNESCO-ambitionerne er blevet genstand for kritik, idet det er fremført, at ombygningen af Nyborg Slot med tilførelse af nybyggeri vil hindre Nyborgs chancer fremfor at gavne dem - bl.a. pga. UNESCOs kriterier om autenticitet og sammenhæng.
Nyborg Kommune har fra 2018-2020 afsat 2,1 mio. kr. på budgettet til at skrive ansøgninger og udgive bøger til støtte for sagen.

### Digitalt formidlingsprojekt
Et digitalt formidlingsprojekt er under udvikling i samarbejde mellem Østfyns Museer og Moesgaard Museum. Det skal levendegøre og formidle Nyborg Slots mere end 800-årige historie som en del af projektet.

### Nedrivninger
I 2017 og 2018 nedrev man for at få plads til det nye projekt to bevaringsværdige garnisonsbygninger fra 1800-tallet på Slotsholmen, som var kommet til i garnisonens sidste tid. Bygningerne var omfattet af den samlede fortidsmindefredning.

### Kritik af projektet
Projektet, der involverer nybyggeri på det fredede anlæg, er kritiseret fra flere sider og omhandler nedrivningen af bevaringsværdige bygninger og opførelsen af nybyggeri i et fortidsminde. Kritikken var i medierne i foråret 2018 i forbindelse med kommunens vedtagelse af lokalplanen for området. Det har været fremført i Fyens Stiftstidende, at kritikerne er "for sent ude".
Kritikken har flere spor, der bl.a. anlægger fredningsfaglige og æstetiske synspunkter. I hvert fald tre spor er identificerbare.

#### Manglende respekt for sted og historie
Journalist og forfatter Mikael Jalving har i Jyllands-Posten skrevet, at projektet indebærer "alt for moderne byggeri". Flere lokale fra Nyborg har ved borgermøder og debatindlæg bl.a. udtrykt bekymring over at ombygningen vil "ødelægge [...] meget af slottets og områdets charme" og ødelægger udsigten til slottet fra huse og gader i Nyborg bys middelalderkerne. Claus M. Smidt, der er formand for Foreningen til Gamle Bygningers Bevaring, har udtalt at den nye bygning vil resultere i slottet fra vest stadig vil "fremstå som et ophøjet, mageløst bygningsværk, men fra alle andre vinkler, og det vil sige fra bysiden i Nyborg, vil anlægget være ødelagt". Initiativet Nyborg Slots Venner har for at stoppe projektet.

#### Brud på fredningsbestemmelserne
Landsforeningen for Bygnings- og Landskabskultur, også kaldet By & Land, har frarådet, at der gives dispensation og er citeret for at sige: "Ejeren af Nyborg Slot er den danske stat. Vi må kunne forvente, at såvel staten som kommuner går foran og efterlever reglerne for fortidsmindefredninger. Det er ikke rimeligt, at et statsejet fortidsmindeanlæg, i formidlingens hellige navn, kan få vidtrækkende dispensationer, når andre skal følge statens regler til punkt og prikke."  By & Land har dog afvist at ville klage over sagen. En ny, landsdækkende forening, Kultur & Arv blev i maj 2018 stiftet af centrale skikkelser indenfor bevaring og fredning for at imødegå den ændrede praksis på området og kritisere projektet på fagligt oplyst grundlag, bl.a. ved at være klageberettiget over dispensationer fra fredningslovgivningen.

#### Arkæologiske hensyn
Den tidligere leder af Nyborg Slot, middelalderarkæolog Kirstin Eliasen har udtalt, at hun "især af antikvariske og arkæologiske årsager dybt bekymret over projektet". Weekendavisen skriver, at arkæologen Mogens Vedsø, der har lavet omfattende bygningsarkæologiske undersøgelser på slottet i Nyborg, deler bekymringen, og i en fælles udtalelse anfører han og Eliasen blandt andet, at »den nye nordfløj vil få en helt anden bredde, størrelse og murforløb, end der er historisk belæg for«. Arkæolog Lars Meldgaard Sass Jensen fra Aarhus Universitet lægger sig bag denne kritik og tilføjer, at den valgte pælefundering ikke kan iværksættes uden at medføre store ødelæggelser, og at "fortidsmindet selv vinder intet. Tværtimod."

#### Klagesag
I juni 2019 blev der indgivet fire klager om myndighedernes dispensationer, der blev behandlet Miljø- og Fødevareklagenævnet. Sagerne blev indbragt af de fire organisationer  "Foreningen for Gamle Bygningers Bevaring", "Kultur & Arv", "Foreningen for Nyborgs Forskønnelse" og "Europa Nostra Danmark". Sagen blev afgjort 17. december 2020. Afgørelsen giver klagerne medhold, og medfører at det planlagte byggeprojekt ikke realiseres.

### Finansiering
Den samlede anlægssum er steget fra oprindeligt 200 mio. kr. i 2015 til 351 mio. kr. i 2018. Projektet er finansieret af fonden Realdania (med over 108 mio. kr.) og A.P. Møller-fonden (med over 108 mio. kr.) samt Kulturministeriet, der er ejer og fredningsmyndighed og vil bidrage med 45 mio. kr. fra finansloven.
A.P. Møller-fonden trak sin finansielle støtte til projektet d. 8. februar 2022 og udtrådte dermed af partnerskabet om projektet Nyborg Slot. Årsagen er angivelig projektets udskudte tidsplan og kommende fordyrelser af projektet i en tid, hvor der er mangel på byggematerialer og arbejdskraft.

## Ejere
- (senest 1193-1849) Kronen
- (1849-) Staten (varetaget af Kulturministeriet gennem Slots- og Kulturstyrelsen)

## Galleri
- Portræt af Erik af Pommern på slottet.
- Vestsiden af slottet.
- Nyborg Slots kongefløj set fra nord.
- Karnap på Nyborg Slot.